# Andre Miller
Andre Lloyd Miller (* 19. März 1976 in Los Angeles, Kalifornien) ist ein ehemaliger US-amerikanischer Basketballspieler, der von 1999 bis 2016 in der NBA aktiv war. In seiner 17-jährigen NBA-Laufbahn fiel Miller nur insgesamt drei Spiele verletzungsbedingt aus. Mit 8.524 Assists liegt Miller momentan auf Platz 12 der ewigen NBA-Bestenliste.

## College-Karriere
Vier Jahre lang spielte Miller College-Basketball an der Universität von Utah. Er machte in dieser Zeit durchschnittlich 12,1 Punkte, 4,8 Rebounds und 5,4 Assists. Seine Leistung im Jahr 1998, inklusive eines für ein NCAA-Turnier sehr seltenen Triple-Double, führte die Utes ins Finale des Turniers, welches allerdings gegen Kentucky verloren ging. In Utah spielte Miller unter anderem mit Keith Van Horn und Michael Doleac, welche später auch NBA-Spieler wurden. Miller beendete seine Karriere bei den Utes als Rekordspieler bei den Steals (254) und bei den Assists (721).

## NBA-Karriere

### Cleveland Cavaliers
Miller wurde von den Cleveland Cavaliers an achter Stelle des NBA-Draft 1999 ausgewählt und erzielte durchschnittlich 11,1 Punkte und 5,8 Assists pro Spiel in seiner Debütsaison. In seiner zweiten Spielzeit waren es 15,8 Punkte pro Spiel sowie 8 Assists. Sein letztes Jahr als Cavalier beendete er mit einem Durchschnitt von 16,5 Punkten und 10,8 Assists pro Spiel. Während seiner Zeit bei den Cavs wurde er in das NBA All-Rookie First Team gewählt und wurde der erste Spieler in der Vereinsgeschichte, der zweimal zum „Player of the Week“ gewählt wurde. Dazu setzte er einen Franchise-Rekord für die Gesamtzahl an Assists in einer Saison (882) und war in der NBA-Saison 2001/02 der einzige Spieler, der durchschnittlich mehr als jeweils 10 Assists und Punkte erzielte. Außerdem spielte er für die Nationalmannschaft der USA bei der Basketball-Weltmeisterschaft 2002.

### Los Angeles Clippers und Denver Nuggets
Am 30. Juli 2002 wurde er zusammen mit Bryant Stith zu den Los Angeles Clippers getradet, im Austausch für Darius Miles und Harold Jamison. Er spielte nur ein Jahr bei Clippers, bevor er bei den Denver Nuggets einen Vertrag unterschrieb. Miller spielte in dieser Zeit beim Wiederaufbau der Nuggets eine große Rolle.

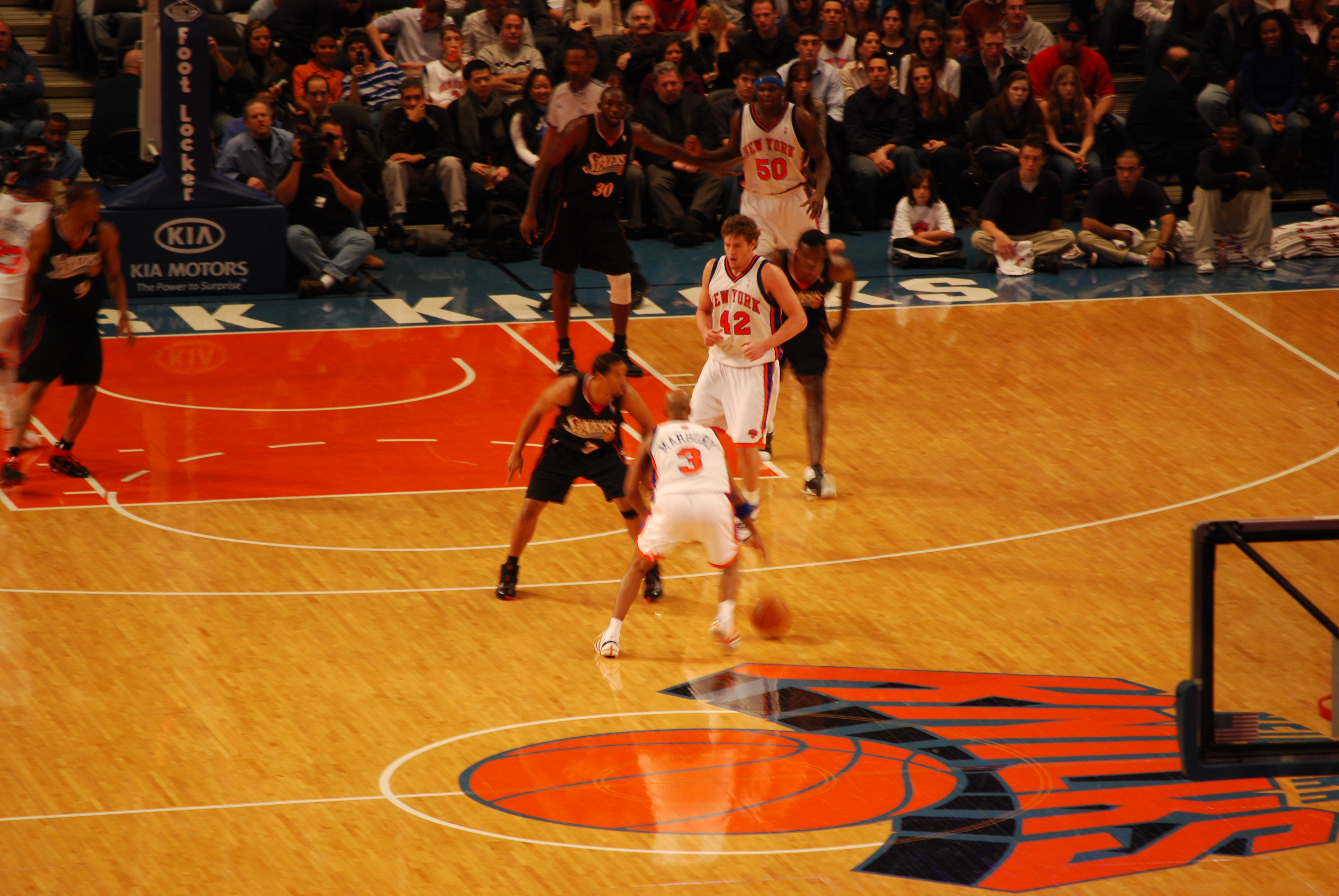
Miller verteidigt Stephon Marbury

### Philadelphia 76ers
Am 19. Dezember 2006 wurde er von den Nuggets zu den Philadelphia 76ers als Teil des Trades für Star-Guard Allen Iverson abgegeben. Millers Statistiken gingen in mehreren Kategorien aufwärts, in der Saison 2006/07 war Miller vierter in der Gesamtzahl der Assists (625) und siebter in Assists pro Spiel (7,8), sowie 20. in Steals pro Spiel (1,38). Er erreichte zusätzlich 19 Double-Doubles in dieser Spielzeit (148 insgesamt in seiner Karriere). Die Sixers hatten eine Siegesbilanz von 7-5 in Spielen, in welchen er ein Double-Double hatte und 17-8 wenn er mindestens 15 Punkte erzielte. Er beendete die letzten 35 Spiele mit den Sixers in der Saison 2006/07 mit einer Trefferquote von 47,7 % aus dem Feld und 82,4 % von der Freiwurflinie.

### Portland Trail Blazers
Zur Saison 2009/2010 wechselte Miller zu den Trail Blazers nach Portland. Dort soll er zusammen mit Steve Blake das Team führen und helfen, erneut die Play-offs zu erreichen. Zu Beginn der Saison konnte er nicht wie erhofft überzeugen und wurde von Coach Nate McMillan häufig nur von der Bank ins Spiel gebracht. Mitte der Saison wurde er dann Starter und überzeugte mit guten Statistiken. So führte er die Blazers unter anderem mit 52 Punkten zu einem 114:112-Sieg bei den Dallas Mavericks.

### Denver Nuggets
Sommer 2011 wurde Miller im Rahmen eines Trades erneut zu den Denver Nuggets transferiert. Im Gegenzug wechselte Raymond Felton nach Portland. Bei den Nuggets spielte Miller trotz seines Alters weiterhin eine wichtige Rolle. Am 3. Januar 2013 erzielte Miller seinen 15.000 NBA-Karrierepunkt.

### Letzte Stationen in der NBA
Nachdem es zu Meinungsverschiedenheiten zwischen Miller und den Nuggets gekommen war, forderte dieser einen Trade. Im Februar 2014 wurde Miller zu den Washington Wizards transferiert. Er spielte anderthalb Jahre bei den Wizards, wo er nur noch als Ersatz für Starspieler John Wall zum Einsatz kam.
Kurz vor Ende der Transferfrist 2015 wurde Miller von den Wizards zu den Sacramento Kings getradet. Im Gegenzug wechselte Point Guard Ramon Sessions in die Hauptstadt. In dieser Zeit kam Miller auf 5,7 Punkte und 4,7 Assists pro Spiel.
Im Sommer 2015 wechselte Miller zu den Minnesota Timberwolves. Am 25. Februar 2016 lösten die Timberwolves den Vertrag mit Miller jedoch bereits wieder auf.
Am 29. Februar 2016 nahmen die San Antonio Spurs Miller unter Vertrag, für die er die restlichen 13 regulären Saisonspiele und 5 Playoffspiele absolvierte.
Die Spurs waren Millers letzte Station als Profibasketballer. Nach seiner aktiven Karriere wurde er als Botschafter für die NBA tätig.

## Sonstiges
Miller machte seinen College-Abschluss an der Universität von Utah mit einem Bachelor of Science in Soziologie im Jahr 1998 und begann mit seinem Master in Soziologie, bevor er für die NBA gedraftet wurde.

## Statistiken
| Season   | Team    | Punkte/G | Rebounds/G | Assists/G | Steals/G | FG % |
| -------- | ------- | -------- | ---------- | --------- | -------- | ---- |
| 99-00    | CLE     | 11.1     | 3.4        | 5.8       | 1.0      | 44,9 |
| 00-01    | CLE     | 15.8     | 4.4        | 8.0       | 1.4      | 45,2 |
| 01-02    | CLE     | 16.5     | 4.7        | 10.9      | 1.6      | 45,4 |
| 02-03    | LAC     | 13.6     | 4.0        | 6.7       | 1.2      | 40,6 |
| 03-04    | DEN     | 14.8     | 4.5        | 6.1       | 1.7      | 45,7 |
| 04-05    | DEN     | 13.6     | 4.1        | 6.9       | 1.5      | 47,7 |
| 05-06    | DEN     | 13.7     | 4.3        | 8.2       | 1.3      | 46,3 |
| 06-07    | DEN/PHI | 13.4     | 4.4        | 7.8       | 1.3      | 46,6 |
| 07-08    | PHI     | 17.0     | 4.0        | 6.9       | 1.3      | 49,2 |
| 08-09    | PHI     | 16.3     | 4.5        | 6.5       | 1.3      | 47,3 |
| 09-10    | POR     | 14.0     | 3.2        | 5.4       | 1.1      | 44,5 |
| 10-11    | POR     | 12.7     | 3.7        | 7.0       | 1.4      | 46,0 |
| 11-12    | DEN     | 9.7      | 3.3        | 6.7       | 1.0      | 43,8 |
| 12-13    | DEN     | 9.6      | 2.9        | 5.9       | 0.9      | 47,8 |
| 13-14    | DEN/WAS | 4.9      | 2.2        | 3.4       | 0.6      | 45,9 |
| 14-15    | WAS/SAC | 4.4      | 1.9        | 3.5       | 0.4      | 50,0 |
| 15-16    | MIN/SA  | 3.7      | 1.3        | 2.2       | 0.4      | 55,7 |
| Karriere | ---     | 12.5     | 3.7        | 6.5       | 1.2      | 46,1 |